# Système d'information de gestion des ressources humaines
 (mars 2017).
- Si vous ne connaissez pas le sujet, laissez ce bandeau (vous pouvez alors contacter les auteurs).
- Si vous supprimez le contenu mis en cause (vous pouvez préalablement contacter les auteurs),

argumentez précisément cette suppression dans la page de discussion
(un manque de référence n'est pas un argument ; une recherche réelle de référence doit avoir été effectuée, être formellement documentée).
Un système d'information de gestion des ressources humaines (en anglais : Human Resource Management Systems (HRMS, EHRMS), Human Resource Information Systems (HRIS), HR Technology ou encore HR modules) ou SIRH, est une interface entre la gestion des ressources humaines (GRH) et les technologies de l'information et de la communication (TIC). Il combine la GRH, et en particulier ses activités basiques et administratives gestion administrative), avec des moyens mis à disposition par les TIC. Sont notamment concernées les activités de planning et de traitement de données généralement destinées à être intégrées dans un progiciel de gestion intégré (en : Enterprise Resource Planning ou ERP). Les systèmes ERP sont des programmes informatiques intégrant les informations issues de différentes origines dans une entreprise en des modules intégrés dans une seule application et une base de données unique. La qualité de la liaison entre les modules financiers et de ressources humaines est particulièrement importante pour les entreprises, étant donné le poids financier généralement très important des ressources humaines.
Les TIC proposent également d'importants développements pour la GRH autres que pour la gestion interne et intégrée à la gestion financière d'une entreprise, telles les applications développées en intra- ou extranet concernant le recrutement et la formation en ligne (e-learning en anglais). Elles permettent également une externalisation simplifiée des tâches susceptibles d'être informatisées, et des relations électroniques directes avec les administrations (E-Gouvernement).

## Mise en œuvre des Systèmes d'information de GRH dans une organisation
Dans l'ensemble, la fonction « ressources humaines » comprend toujours une part importante de tâches administratives et répétitives dans la plupart des organisations. La plupart de celles-ci ont, à un niveau plus ou moins important, intégré les opérations d'établissement et de paiement des rémunérations, le temps de présence des travailleurs, des évaluations ou encore du recrutement et des évolutions de carrière.
Une gestion efficace du « capital humain » est devenue une opération nécessaire et complexe pour les professionnels des ressources humaines. Leur fonction consiste en premier à collecter des données pour chaque travailleur, concernant son histoire et caractéristiques personnelles, ses compétences et capacités, jusqu'à des données plus accessibles telles ses rémunérations et ses prestations effectuées pour l'entreprise. La quantification de ces données et la systématisation de leur traitement complexe a permis leur prise en charge par des systèmes automatisés au fur et à mesure de la progression technologique, en réduisant d'autant les opérations de saisies dans des systèmes multiples, coûteuses et sources d'erreurs.
Ceux-ci ont conduit à la mise en place des systèmes d'information appliqués à la gestion des ressources humaines, et dans certains cas à l'externalisation de ces activités. La maîtrise de ces outils est désormais largement déléguée aux spécialistes TIC internes ou externes à l'organisation. Avant l'apparition de l'architecture « client-serveur » qui s'est développée à la fin des années 1980, les applications informatiques consacrées aux ressources humaines accédaient directement aux ordinateurs centraux et bénéficiaient de leur capacité de traitement rapide. Du fait du coût et de la spécialisation / personnalisation de ces applications, leur acquisition était limitée à des organisations d'une certaine taille, capable de mobiliser les ressources informatiques internes ou externes suffisantes. Avec l'arrivée des applications sous architecture client-serveur, les systèmes d'information de GRH permirent pour la première fois aux responsables RH de retrouver une maîtrise des opérations de gestion administrative, les professionnels TIC étant cantonnés aux aspects purement techniques. Ces systèmes d'information de GRH sous architecture client-serveur sont construits autour de quatre domaines RH spécifiques :
1. gestion de la paie
2. gestion des prestations de travail
3. gestion des prestations sociales
4. gestion des ressources humaines proprement dites (carrières, compétences, recrutement…)

1. Le module de paie automatise la gestion de la paie en rassemblant les données mise à disposition pour le travailleur concernant ses prestations et leur nature, y applique les déductions, prélève la cotisation sociale et génère périodiquement un compte individuel et une proposition d'ordre de versement de la rémunération. Il permet également de générer des données et statistiques pour l'ensemble du personnel concernant ces données. Les données des prestations peuvent être générées automatiquement (pointeuses) ou via un encodage. Les informations peuvent par ailleurs être envoyées vers un module financier.
2. Le module de gestion des prestations de travail permet d'intégrer les TIC et des méthodes rationnelles pour la gestion des prestations de travail. Les modules les plus avancés intègrent les politiques de flexibilité pour l'analyse des données, et des analyses et des propositions de planning dans la répartition du travail. Cette partie de l'application est à mettre en étroit parallèle avec des éléments de gestion financière et de production.
3. Le module de gestion des prestations sociales permet aux professionnels RH de gérer au mieux les prestations sociales obligatoires ou non, tels l'assurance maladie, l'assurance accidents de travail, les assurances pension complémentaires.
4. Le module de gestion des ressources humaines concerne les autres aspects des RH, comprenant moins de contraintes légales mais plus sujet à une politique de gestion. La gestion de la carrière du travailleur, de son recrutement jusqu'à la pension, y est en particulier développée. Sont ici gérées les données personnelles (âge, adresse, famille…), les compétences et diplômes, les formations suivies, les niveaux de salaire et la fonction, l'enregistrement des données du curriculum vitæ.
Le système d'information de GRH permet d'intégrer ces quatre segments de la GRH en créant des liaisons fonctionnelles entre ces activités au sein du logiciel.
L'internet peut être utilisé comme moyen de communication et d'envoi de fichiers, et les systèmes d'information de GRH permettent de convertir ces données vers une interface de type navigateur web utilisée par l'ERP. Ce type d'interface avec le système permet une portabilité et un moindre coût pour l'accès aux systèmes de gestion, augmentant ainsi l'efficience de la GRH. Les travailleurs ou les responsables de services peuvent aussi avoir un accès partiel au système, qui leur permet par exemple d'entrer eux-mêmes les données les concernant, tel une demande de congé.
Ces tâches coûteuses en temps et en argent, telles la gestion administrative du personnel ou le remboursement de déplacements, le changement des données personnelles, l'inscription à une formation, à un plan de pension peuvent dès lors être effectuées par la personne qui est directement à l'origine de l'action à réaliser. Ces systèmes libèrent ainsi le personnel de RH de tâches fastidieuses et répétitives, leur permettant de se concentrer sur des problèmes plus décisionnels, stratégiques ou politiques et économiques.

## Acteurs sur le marché des Systèmes d'information en GRH
De très nombreuses entreprises proposent des programmes pour des applications particulières telles que la gestion des présences des travailleurs, éventuellement directement liée au système de payroll.
Des acteurs en conseil en SIRH accompagnent les entreprises dans leurs projets SIRH, lancement d'appel d'offre, conception, audit, pilotage de projet mais aussi formation métier. Les sociétés de Conseil RH et les intégrateurs des solutions ERP ou Saas jouent un rôle majeur dans le succès des « nouvelles » gestions des Ressources Humaines.
D'autres acteurs se spécialisent dans des sous-ensembles des SIRH comme la gestion des recrutements. La tendance depuis 2003 est de se concentrer vers des solutions en mode SaaS (Software as a Service) accessibles en ligne et à la demande. Selon une étude indépendante, 30 % des décideurs RH interrogés en 2010 avaient déjà recours à ces solutions pour le recrutement de collaborateurs, la formation, la gestion des mobilités ou encore la gestion de la paie. En revanche une étude externe menée auprès de 500 salariés Français en janvier 2020 par kiwiHR, montrait que 35% des employés utilisaient encore les feuilles de temps au format papier pour saisir leurs temps de travail contre seulement 14% avec un logiciel RH - SIRH.
Une des raisons pour lesquelles de plus en plus d'entreprises se tournent vers des solutions logicielles SIRH en mode SaaS est le fait que le logiciel est disponible partout, n'importe quand et est très facile d'accès. Dans une ère de plus en plus numérisée, le service Ressources Humaines se met à jour également. En plus d'apporter des avantages de praticité, un logiciel SIRH permet de réduire les tâches administratives. Certaines deviennent automatiques (validation des congés, rapports sur les temps de travail, calcul des heures supplémentaires, mise à jour des données personnelles, etc.) et permet ainsi au RH de se concentrer sur la prise de décision plus que sur l'action. Flexible et généralement vendu sous forme d'un abonnement mensuel, un logiciel SIRH permet de choisir des modules allant de la gestion administrative (congés et absences, paie, dossier du personnel, etc.) à la gestion des talents (recrutement, intégration, etc.).
Le logiciel SIRH améliore non seulement l'efficacité administrative, mais améliore également l'expérience des employés en fournissant des portails en libre-service et des informations basées sur l'IA. Les employés peuvent facilement accéder à leurs dossiers, demander des congés et suivre des modules de formation sans intervention manuelle. De plus, les équipes RH peuvent tirer parti de l'analyse des données pour suivre les performances, prédire les tendances de la main-d'œuvre et garantir le respect des réglementations du travail. À mesure que les entreprises continuent de numériser leurs processus RH, la demande de solutions SIRH flexibles et évolutives devrait croître.
En 2021, quatre éditeurs se partagent 60% du marché mondial : SAP, Oracle, Workday et UKG (en). Parmi les autres « grands noms » du SIRH, on trouve le Britannique  Sage, l'Espagnol Factorial, les Américains Cornerstone OnDemand (en) et ADP ou les Français Cegid, Eurécia et Cegedim.